# Dorió (músic)
Dorió (en llatí Dorion, en grec antic Δωρίων) fou un músic probablement egipci o grec egipci, que és recordat per Ateneu de Naucratis que diu que a més de músic era un gourmet i que va escriure un tractat sobre la forma de cuinar els seus peixos preferits. Va rebre el renom de λοπαδοφυσητής (que potser es pot traduir per "el que bufa per un tub") que li va donar el poeta còmic Mnesímac. Ateneu també n'explica una anècdota que li va passar a la cort de Nicocreó, rei de Salamina a Xipre, que diu que no va perdre res per no preguntar.
Un Dorió autor d'una obra anomenada Γεωργικόν ("Georgicon", sobre l'agricultura), del que també Ateneu en menciona una part, un relat mitològic sobre l'origen de la paraula συκή ("siké", figa) era probablement un personatge diferent.